# Roger Dubuis
Roger Dubuis — швейцарская компания — производитель часов класса «люкс» для мужчин и женщин. Компания была основана в 1995 году часовым мастером Роже Дюбуи и дизайнером часов Карлосом Диасом.
Roger Dubuis производит сложные часовые механизмы, сочетающие традиции часового дела и необычный инновационный дизайн, выраженные через коллекции Excalibur и Velvet.
Новые модели часов вдохновлены индустрией автоспорта в сотрудничестве с Lamborghini Squadra Corse и Pirelli.

## История
Компания была основана в 1995 году по инициативе часового мастера Роже Дюбуи, до этого 14 лет сотрудничавший с часовым брендом Patek Philippe, и дизайнера Карлоса Диаса, до этого являвшимся дизайнером часовой компании Franck Muller, решивших объединить свои усилия и создать компанию по выпуску новой марки часов. Компания стремительно развивалась и вскоре вошла в ранг одной из самых именитых часовых производителей. В 2008 году компания Richemont Group выкупила 60 % акций компании.
Компания Roger Dubuis в начале 2012 года обновила модельный ряд своих часов. На сегодня часовая марка представлена следующими четырьмя коллекциями: La Monégasque, Excalibur, Pulsion и Velvet. Roger Dubuis является единственной часовой маркой, все без исключения модели которой носят Женевское клеймо — гарантию высочайшего качества. В соответствии с традициями компании все детали механизма часов, отделка и декор выполнены вручную.
Часовой мастер и соучредитель компании Роже Дюбуи ушёл из жизни в октябре 2017 года.
В конце 2017 года Roger Dubuis объединила усилия с самыми значимыми игроками в индустрии автоспорта. Устремленные в будущее инженеры Pirelli и Lamborghini Squadra Corse и виртуозные часовые мастера Roger Dubuis работают вместе над новыми часовыми изобретениями.

## Изготовление часов
Мануфактура Roger Dubuis сама производит все детали своих часовых механизмов. Все детали, а некоторые механические калибры насчитывают более 600 компонентов, подвергаются контролю на каждой стадии производства как в плане параметров, так и в эстетическом плане. Допустимая погрешность таких деталей, производимых промышленным образом и обрабатываемых вручную, чаще всего выражается в микронах. После того как часовой механизм Roger Dubuis собран мастерами высокой квалификации, он проходит испытания в течение недели для проверки точности хода и регулировки. Затем в течение двух недель механизм подвергается дополнительным тестам, проводимым независимой организацией — Швейцарским бюро по контролю хронометров (COSC), по окончании которых механизм получает сертификат хронометрической точности хода.
После возвращения на мануфактуру, прошедший сертификацию механизм устанавливается в корпус часов и испытывается специалистами компании ещё в течение двух недель. По завершении производственного цикла, уже готовые часы на протяжении недели проходят серию тестов на соответствие критериям Женевского клейма. Таким образом, на изготовление готовых часов Roger Dubuis уходит около 7 месяцев.
В компании работает 50 часовых мастеров.
Штаб-квартира компании расположена в Женеве.